# Pingfeng, Guangdong
Pingfeng (kinesiska: 平凤) är en köping i sydöstra Kina. Den ligger i Fengkai härad i staden Zhaoqing i provinsen Guangdong, omkring 180 kilometer väster om provinshuvudstaden Guangzhou. Antalet invånare är 16 901. Befolkningen består av 8 299 kvinnor och 8 602 män. Barn under 15 år utgör 24,0 %, vuxna 15-64 år 63 %, och äldre över 65 år 11,0 %.